# Chiến binh

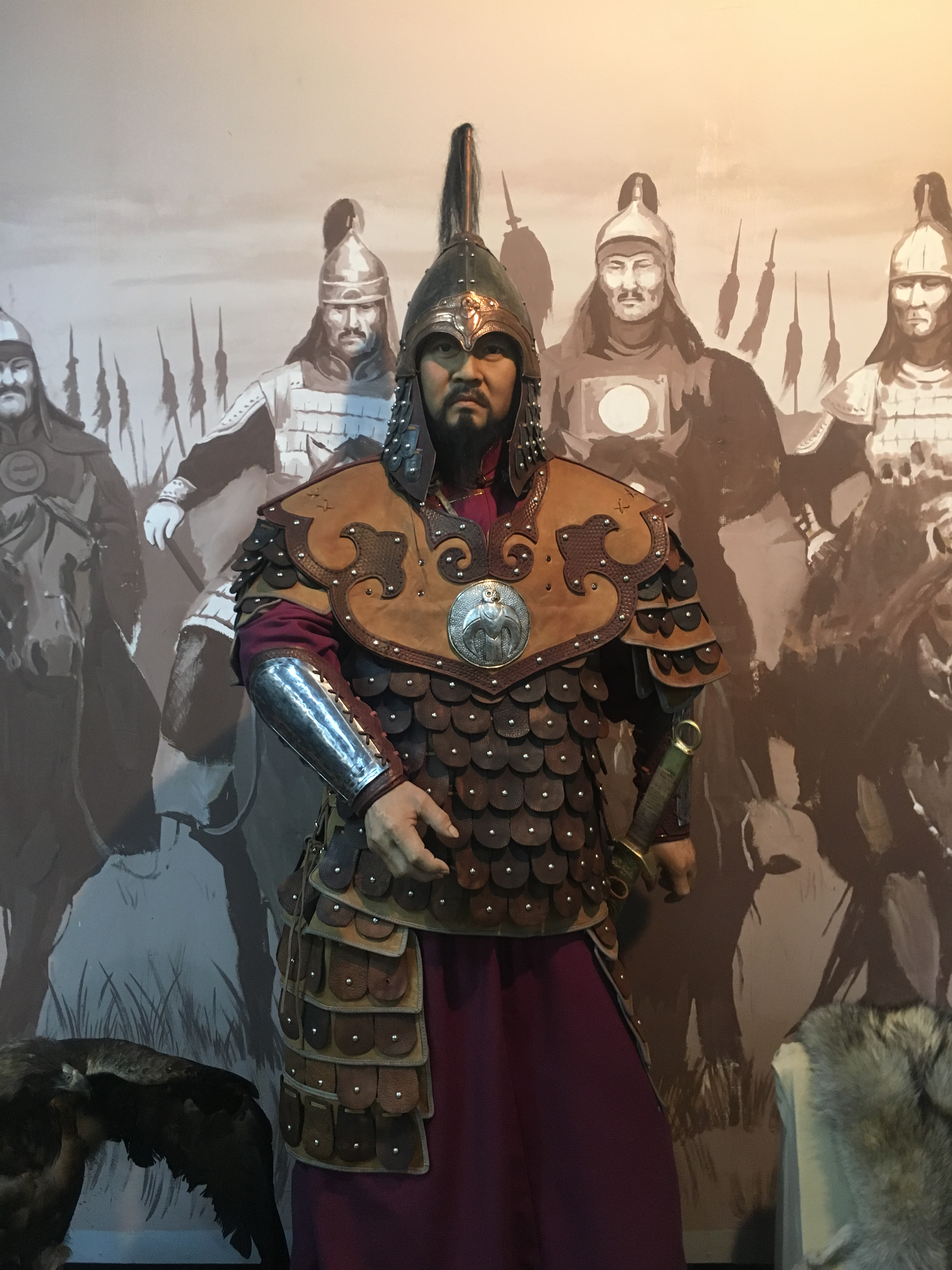
Một chiến binh Mông Cổ

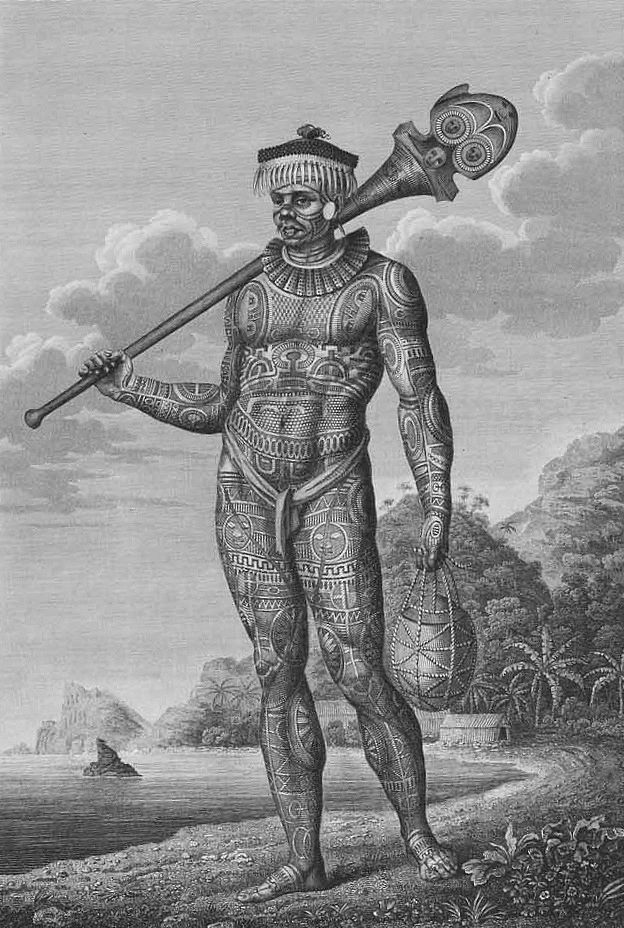
Một chiến binh bản địa

Chiến binh hay chiến sĩ (Anh: warrior) là những người có sức khỏe, thành thạo các kỹ năng chiến đấu, võ thuật và tham gia vào các cuộc chiến đấu (chiến đấu bằng tay không hoặc vũ khí lạnh) hay tham gia vào các cuộc chiến tranh, xung đột, giao tranh. Đặc biệt là trong bối cảnh của một xã hội thị tộc, bộ lạc, bộ tộc thì những chiến binh được công nhận như một tầng lớp, đẳng cấp riêng biệt và là biểu tượng của sức mạnh, sự can đảm.
Trong những xã hội bộ tộc có tham gia vào chiến tranh cục bộ, các chiến binh thường hình thành một giai cấp hay đẳng cấp riêng. Trong chế độ phong kiến, các chư hầu cơ bản hình thành một quân đội hoặc tầng lớp chiến binh, ngay cả khi chiến tranh xảy ra, nông dân có thể được gọi là để chiến đấu phụ giúp cho các thành phần này. Trong khi các tầng lớp chiến binh trong các xã hội bộ lạc thường là đàn ông, có một số trường hợp ngoại lệ được ghi nhận phụ nữ (thường chưa lập gia đình, phụ nữ trẻ) cũng tham gia và hình thành một phần của tầng lớp chiến binh.

## Một số chiến binh
- Chiến binh Mông Cổ
- Chiến binh du mục
- Chiến binh da đỏ
- Chiến binh Ả rập
- Chiến binh Indonesia
- Chiến binh Thái
- Chiến binh Ấn Độ